# Dzsentri
A dzsentri az angol gentry (’köznemesség’) szóból származik. A középkorban a köznemeseket hívták gentrynek, akik a kapitalista fejlődés megindulása után a saját birtokukon árutermelést folytattak.
A dzsentrik Magyarországon az 1867 után birtokukat vesztett, gyakran hivatali, értelmiségi pályát választó nemesek voltak.

## Angliában
A középkorban Angliában saját birtokain árutermelést folytató nemesség elnevezése a dzsentri.
A gentryk olyan földbirtokosok, akiket a Tudor-kor győzteseinek nevezhetünk, hiszen a bekerítésekből ők profitáltak a legtöbbet, birtokaikat megduplázták. Amikor például VIII. Henrik 1540-ben eladta a korábban kisajátított kolostorok birtokállományát, mindent a gentryk vásároltak fel. Ezenkívül az eladósodott parasztok földjeire is rátették a kezüket, ezzel is növelve birtokukat. Körülbelül ötezer családról lehetett szó, amelyeknek politikai súlyuk is jelentős volt: békebírói és seriffi tisztségeket töltöttek be. Egyre képzettebbek lettek, jól ismerték a jogot. A bekerítések által megindult tőkefelhalmozás révén a tőke ezen új vállalkozói réteg kezében összpontosult. Ők rendelkeztek a termelési eszközökkel, és a tönkrement parasztok, kézművesek (mint szabad bérmunkások) végezték a termelést számukra.

## Magyarországon
Magyarországon az elnevezés az 1870–80-as években terjedt el az elszegényedő, birtokait elveszítő nemességre, amely ragaszkodott társadalmi rangjához és úri életformájához. Többségük köztisztviselői, katonai pályára kényszerült. A 20. század első felében az úri középosztály elnevezést használták e réteg képviselőire.
Egy tökéletes példa erre lehetne a földbirtok nélküli bonyhádi Perczel Miklós (1882–1969), debreceni fényképész, filmoperatőr, aki jómódúan élt és saját fotóstúdióval rendelkezett; Perczel Miklósnak a nagyapja dr. bonyhádi Perczel Béla (1819–1888), Magyarország igazságügy-minisztere, a Magyar Királyi Kúria elnöke, szabadelvű párti politikus, valóságos belső titkos tanácsos, aki még több-száz holdas földbirtokon gazdálkodott. A sok gyermekes házasságok és a földbirtokok feldarabolása, a jobbágy felszabadítás, a gazdasági válságok, illetve az ügyetlen gazdálkodás vezetett arra, hogy sok nemesi család leszármazottja a 19. század végére földbirtok nélkül maradt, holott Mária Terézia magyar királynő korában és a reformkorban még rendkívül jómódúaknak számítottak a vármegyei földbirtokos köznemeségen (bene possesionati) belül. Egy másik ehhez hasonló példa a földbirtok nélküli kehidai Deák Péter (1864–1921), Nagykanizsa város rendőr-főkapitánya; Deák Péternek az apja kehidai Deák Lajos (1817–1879) zalatárnoki földbirtokos, táblabíró, százados volt a 47. honvédzászlóaljban, Deák Ferencnek a "Haza Bölcsének" az elsőfokú unokatestvére.
A dzsentrik emlékezetes figuráit örökítette meg Mikszáth Kálmán és Móricz Zsigmond számos regénye.

## További információ
- Egy dzsentri testvérpár, 1905 körül (fénykép)
- A zsentri. (Adomák a magyar köznemesség életéből). In: Gracza György: A nevető Magyarország. Bp, 1901. I. kötet. 81-116. old.
- Gaál Zsuzsanna: A dzsentri születése. A Tolna megyei reformkori középbirtokos nemesség átalakulása a neoabszolutizmus és a dualizmus korában; Wosinsky Mór Megyei Múzeum, Szekszárd, 2009